# Aspilota violator
Aspilota violator är en stekelart som beskrevs av Sergey A. Belokobylskij 2007. Aspilota violator ingår i släktet Aspilota och familjen bracksteklar. Inga underarter finns listade.